# Girolamo Crescentini
Girolamo Crescentini (Urbania, 2 febbraio 1762 – Napoli, 24 aprile 1846) fu un famoso cantante lirico castrato (soprano), maestro di canto e compositore italiano.

## Biografia
Fu il nono figlio di Margherita Coli, nobildonna di Urbania e di Domenico Crescentini, maestro di cappella, fratello del parroco Gioacchino Crescentini, anch’esso interessato alla musica e dedito agli studi letterari. Considerato uno degli ultimi grandi castrati dell’epoca, ebbe come primi maestri Raffaele Grechi e Pietro Morandi; si esibì per la prima volta all’interno della chiesa di S. Eracleano nei pressi della sua città natia e nella quale lo zio svolgeva la sua attività parrocchiale. 
Proseguì gli studi con Francesco Paciotti, maestro di cappella della cattedrale di Urbania che, una volta appurate le doti del Crescentini, decise di fargli fare l’operazione di castrazione per preservarne la voce e, con il maestro Grechi, finanziò tale intervento. 
Studiò a Bologna con il celebre insegnante Lorenzo Gibelli e risulta essersi esibito come prima donna a Cagli nel Teatro de' Nobili nel Carnevale 1774; fu quindi a Fano nel 1776 interpretando il ruolo femminile di Madame Tortorella nell'Impresa d'opera di Pietro Alessandro Guglielmi. Negli anni successivi continuò ad esibirsi soprattutto nei teatri dello Stato Pontificio, ancora generalmente in ruoli femminili, fino al suo esordio da "primo uomo", a Treviso nel 1781, dove interpretò il personaggio di Arsace nella ripresa locale del Medonte, re d'Epiro, di Giuseppe Sarti. Dopo un infelice soggiorno a Londra nel 1785, dove non riscosse molto apprezzamento, al suo ritorno in Italia partecipò invece a Napoli, con grande successo, ad una ripresa dell'opera di Guglielmi, Enea e Lavinia, insieme al già famoso tenore Giacomo Davide, che condivideva le inclinazioni artistiche del Crescentini. Dopo di allora la sua carriera si sviluppò con sempre maggior successo raggiungendo il culmine negli anni '90, ed in particolare nel 1796, quando creò due ruoli che sarebbero rimasti in repertorio alcuni decenni e famosi poi fino ai giorni nostri, in entrambi i casi a fianco della sua quasi-allieva Giuseppina Grassini. Per lui, infatti, Nicola Zingarelli scrisse la parte di Romeo nella sua opera Giulietta e Romeo, andata in scena alla Scala di Milano il 30 gennaio, mentre Domenico Cimarosa compose il ruolo di Curiazio ne Gli Orazi e i Curiazi, andati invece in scena nell'altro grande teatro dell'Italia Settentrionale, La Fenice di Venezia, il 26 dicembre. Per l'opera di Zingarelli, Crescentini compose lui stesso un'aria sostitutiva, "Ombra adorata aspetta" che sarebbe rimasta famosa come "La Preghiera di Romeo", e che fu un grandissimo e duraturo successo per il cantante ed un cruccio permanente per il compositore, che la definì "disgrazia della mia opera", in quanto mancante di "senso comune". 
Dopo aver trascorso quattro anni a Lisbona, dopo il 1797, come direttore del Teatro São Carlos, rientrò in Italia e, dopo una clamorosa esecuzione a Vienna della "Preghiera di Romeo", per la quale fu incoronato sulla scena, Napoleone lo insignì dell'Ordine della Corona ferrea e lo nominò maestro di canto della famiglia imperiale, incarico che condusse Crescentini a Parigi dal 1806 al 1812, quando finalmente ottenne licenza di ristabilirsi in patria e di ritirarsi dalle scene. 
Dal 1814 si dedicò all'insegnamento del canto presso il Liceo Musicale di Bologna, di cui divenne direttore nel 1815, poi anche a Roma ed infine al Real Collegio di musica di Napoli. Fra i suoi discepoli sono da ricordare il soprano Adelaide Tosi, il tenore Raffaele Mirate, che egli scopri giovanissimo prima ancora che effettuasse la muta della voce, e anche il musicista patriota Pietro Maroncelli. "Quando era ancora nella carriera, si giovarono dei suoi insegnamenti I. Colbran e V. Camporese". Nel 1811 aveva già pubblicato a Parigi un'opera didattica dal titolo "Esercizi per la vocalizzazione".
Crescentini morì nel 1846, quando il suo mondo artistico non era più che un vago ricordo sbiadito.

## Caratteristiche artistiche
Con Pacchierotti, Marchesi e con l'estrema propaggine del Velluti, Crescentini guidò l'ultima carica dei castrati: egli venne chiamato, per i prodigi del suo canto, l'«Orfeo italiano» e, per la sua conoscenza, anche teorica, di tale arte, il «Nestore dei musici». 
Egli era dotato di una voce chiara, flessibile e pura che gli guadagnò l'ammirazione di figure come Alfred de Vigny, che, nella sua novella La Vie et la mort du Capitaine Renaud ou la Canne de jonc, parlò di “una voce da serafino che usciva da un volto emaciato e raggrinzito”, o come il diciassettenne Arthur Schopenhauer che, nel suo diario, annotò a sua volta di una voce “bella in modo soprannaturale” e di un timbro pieno e dolce. Sopranista non particolarmente esteso, Crescentini rifuggì dalla corsa verso i sovracuti di cui il do6 della sua contemporanea Bastardella fu la rappresentazione vivente, e rifuggì altresì dalla smania per l'eccessiva ornamentazione del canto nei momenti in cui essa non fosse davvero necessaria per l'espressione di quel quid di “infinitamente piccolo che [formava] la perfezione del [suo] canto” nella Preghiera di Romeo; “un infinitamente piccolo che [cambiava] d'altronde secondo la voce del cantante, il grado di illusione e d'entusiasmo di cui [era] animato” e che rendeva ogni esecuzione inevitabilmente diversa dalle altre.
Campione del vero “cantar che nell'anima si sente”, Crescentini capeggiò la rivincita del belcanto d'antan sulla moda del tardo Settecento e contribuì, insieme a Pacchierotti, alla Grassini, alla Todi de Agujar, al tenore Giacomo David e ad altri, a porre le basi per i fasti del “gran finale” rossiniano di due secoli di storia del canto lirico.
Qualcosa della sua concezione del canto, quale lui aveva espressa nei citati "Esercizi per la vocalizzazione", è probabilmente passato anche nello stile vocale delle opere belliniane.

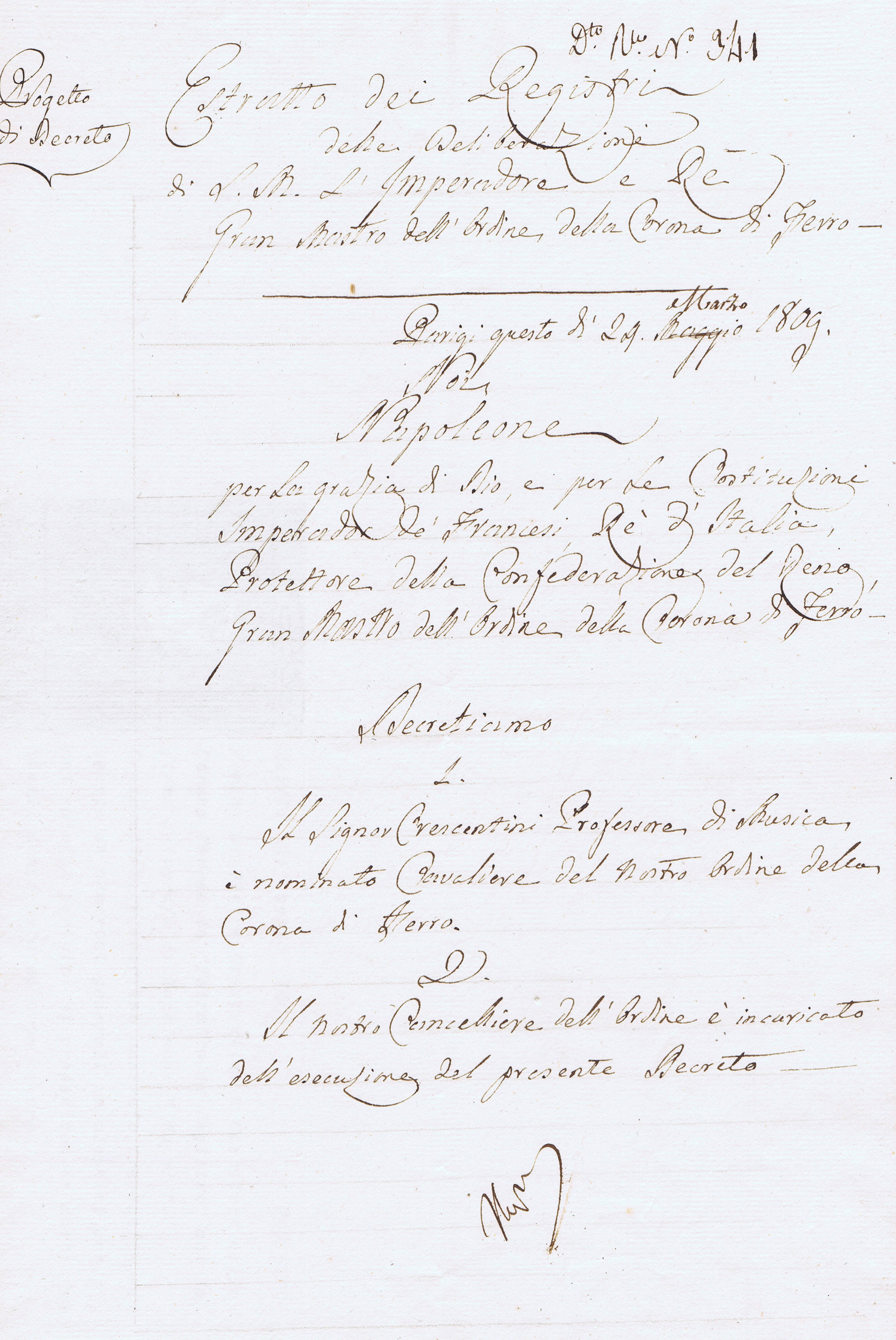
Estratto manoscritto dell'atto di conferimento da parte di Napoleone dell'Ordine della Corona di Ferro

## Lavori

### Raccolte
- 22 ariette italiane, per voce e clavicembalo/fortepiano (1797, Vienna)
- 6 ariette, per voce e fortepiano/chitarra (1803, Bonn)
- 8 pezzi di canto, per voce e fortepiano (Parigi)
- 6 ariette inedite, per voce e fortepiano (Milano e Firenze)
- 3 cavatine, per voce e fortepiano (Bologna)
- 6 cantate e 18 ariette, per voce e fortepiano (Bologna)
- 12 canzonette, per voce e fortepiano/clavicembalo (Parigi)
- 8 arie, per soprano e fortepiano
- 6 canzoncine, per voce e fortepiano
- Duetti notturni, per soprano e basso continuo

### Cantate e arie
- Il ritorno (cantata per voce e fortepiano)
- La scusa (cantata per voce e fortepiano)
- Introito da morto (cantata per 4 voci e organo, 1818)
- Ombra adorata aspetta (scena e aria, per Giulietta e Romeo di Nicola Antonio Zingarelli)
- Fra tanti affanni miei (1786, Lucca)
- Ah spiegarmi in tal momento (scena e rondò, 1787, Reggio Emilia)
- Alma dell'alma mia
- Che chiedi, che brami
- Fin da prim'a anni (cavatina)
- Grazie vi rendo, oh dei (cavatina seria)
- Il banco, il rosso, il pallido
- Non è la vaga rosa
- Non temer dell'Indo
- Oh dio mancar mi sento
- Or che la notte invita
- Quando sarà quel dì
- Quando soave
- Se i tuo pregiati accenti
- Sommo ciel che il cor
- Vieni agli amplessi miei (per Axur di Antonio Salieri)
- Altre ariette e cavatine

### Lavori pedagogici
- Raccolta di esercizi per il canto all'uso del vocalizzo (1811, Parigi)
- Exercices pour se perfectioner dans l'art du chant (Vienna)
- 25 nouvelles vocalises (Parigi)
- Nuovi esercizi (Milano)
- Solfeggi progressivi per soprano (Napoli)
- Ultima e nuova raccolta di 24 solfeggi (Milano e Firenze)
- Venti nuovi solfeggi inediti (Napoli)
- Breve metodo di canto
- Esercizi di canto
- Esercizi per la vocalizzazione
- Metodo di canto, breve e ristretto
- Solfeggi per soprano
- Studio di canto per voce di soprano

## Discografia
- Girolamo Crescentini: 6 Cantate e 18 ariette a voce sola e fortepiano, 2 CD, Marina Comparato mezzosoprano, Gianni Fabbrini fortepiano, Tactus, TC760390, 2012
- Cherry Ripe, Vocal Treasure of 18th-19th Century, (Musiche di Paisiello, Crescentini, Persiani, Cimarosa), 1 CD, Deborah Riedel soprano, Richard Bonynge conductor, New Note, 1443289, 2008
- Arie Favorite per Chitarra al tempo di Napoleone, (Musiche di Sola, Puccini, Marani, Crescentini, Carulli), 1 CD, Maurizia Barazzoni soprano, Sandro Volta chitarra, Tactus, TC790002, 2006
- Il Sibilo, (Musiche di Donizetti, Rossini, Pacini, Crescentini, Mercadante, Vaccaj), 1 CD, Nuccia Focile, Donata D'Annunzio Lombardi, Ildebrando D'Arcangelo, David Harper, Opera Rara, 219, 2002